# Keith Braxton
Keith Braxton (Franklinville, 16 mei 1997) is een Amerikaans basketballer.

## Carrière
Braxton speelde collegebasketbal voor de Saint Francis Red Flash van 2016 tot 2020. In 2020 werd hij niet gekozen in de NBA draft. In de zomer van 2021 speelde hij voor de WoCo Showtime in The Basketball Tournament. Hij tekende daarna bij Maccabi Ma'ale Adumim BC uit Israël waar hij een seizoen speelde in de tweede klasse. Hij speelde tijdens de zomer opnieuw voor WoCo Showtime in TBT. Voor het seizoen 2022/23 tekende hij in de Belgische competitie bij Union Mons-Hainaut. Hij speelde opnieuw in TBT ditmaal voor Sideline Cancer. In de zomer van 2023 tekende hij opnieuw in Israël ditmaal bij Ironi Nahariya maar de competitie werd stopgezet door de oorlog in Israël en hij tekende eind december 2023 bij de Zweedse eersteklasser Jämtland Basket als vervanger van Seth LeDay.
Voor het seizoen 2024/25 tekende hij bij het Duitse VfL SparkassenStars Bochum, aan het einde van het seizoen verlengde hij zijn contract daar. Hij verliet de ploeg echter toch voor de Duitse promovendus Science City Jena.